# Places in the Heart
Places in the Heart is een Amerikaanse dramafilm uit 1984 onder regie van Robert Benton.

## Verhaal
Tijdens de Grote Depressie wordt de man van Edna Spalding doodgeschoten. Zij tracht haar familieboerderij in Texas te redden met hulp van een zwervende zwarte man. Hij helpt haar katoen te planten, zodat ze met de opbrengt daarvan de huur kan betalen.

## Rolverdeling
| Acteur           | Personage              |
| ---------------- | ---------------------- |
| Sally Field      | Ed Spalding            |
| Lindsay Crouse   | Margaret Lomax         |
| Ed Harris        | Wayne Lomax            |
| Amy Madigan      | Viola Kelsey           |
| John Malkovich   | Mijnheer Will          |
| Danny Glover     | Moze                   |
| Yankton Hatten   | Frank Spalding         |
| Gennie James     | Possum Spalding        |
| Lane Smith       | Albert Denby           |
| Terry O'Quinn    | Buddy Kelsey           |
| Bert Remsen      | Tee Tot Hightower      |
| Ray Baker        | Sheriff Royce Spalding |
| Jay Patterson    | W.E. Simmons           |
| Toni Hudson      | Ermine                 |
| De'voreaux White | Wylie                  |

## Erkenning
Op de 57ste Oscaruitreiking op 25 maart 1985 was de film genomineerd voor zeven Oscars waarvan er twee werden gewonnen. Robert Benton won de Oscar voor beste originele scenario en Sally Field won de Oscar voor beste actrice. Nominaties waren er voor de Oscar voor beste film, voor Robert Benton de Oscar voor beste regisseur, voor John Malkovich de Oscar voor beste mannelijke bijrol, voor Lindsay Crouse de Oscar voor beste vrouwelijke bijrol en voor Ann Roth de Oscar voor beste kostuumontwerp.
Bij de Golden Globe Awards won Sally Field de prijs voor beste drama-actrice. De film was genomineerd voor de Beste drama en Robert Benton had een nominatie voor Beste scenario.
Robert Benton won ook de Zilveren Beer voor beste regisseur.